# Алферєво (сільське поселення станція Стариця)
Алферєво (рос. Алферьево) — присілок в Старицькому районі Тверської області Російської Федерації.
Населення становить 1 особу. Входить до складу муніципального утворення сільське поселення станція Стариця.

## Історія
Від 2005 року входить до складу муніципального утворення сільське поселення станція Стариця. Раніше населений пункт належав до Красновського сільського округу.

## Населення
| 1859 | 1886 | 2002 | 2008 | 2010 |
| ---- | ---- | ---- | ---- | ---- |
| 216  | ↘196 | ↘12  | ↘5   | ↘1   |